# Grzegorzewice Nowe (gromada)
Grzegorzewice Nowe – dawna gromada, czyli najmniejsza jednostka podziału terytorialnego Polskiej Rzeczypospolitej Ludowej w latach 1954–1972.
Gromady, z gromadzkimi radami narodowymi (GRN) jako organami władzy najniższego stopnia na wsi, funkcjonowały od reformy reorganizującej administrację wiejską przeprowadzonej jesienią 1954 do momentu ich zniesienia z dniem 1 stycznia 1973, tym samym wypierając organizację gminną w latach 1954–1972.
Gromadę Grzegorzewice Nowe z siedzibą GRN w Grzegorzewicach Nowych (w obecnym brzmieniu Nowe Grzegorzewice; obecnie w granicach wsi Grzegorzewice) utworzono – jako jedną z 8759 gromad – w powiecie grójeckim w woj. warszawskim, na mocy uchwały nr VI/10/5/54 WRN w Warszawie z dnia 5 października 1954. W skład jednostki weszły obszary dotychczasowych gromad Grzegorzewice Nowe, Grzegorzewice Stare, Kazimierków, Lechanice, Niemojewice i Wichradz (z wyłączeniem kolonii Grabiec) ze zniesionej gminy Lechanice w tymże powiecie. Dla gromady ustalono 11 członków gromadzkiej rady narodowej.
31 grudnia 1959 z gromady Grzegorzewice Nowe wyłączono (a) miejscowość Niemojewice, włączając ją do miasta Warka w tymże powiecie oraz (b) wieś Wichradz, włączając ją do gromady Murowanka w tymże powiecie, po czym gromadę Grzegorzewice Nowe zniesiono a jej (pozostały) obszar włączono do gromady Wrociszew tamże.